# Sanurus flavovenosus
Sanurus flavovenosus är en insektsart som beskrevs av Bierman 1910. Sanurus flavovenosus ingår i släktet Sanurus och familjen Flatidae. Inga underarter finns listade i Catalogue of Life.